# Закукобой
Закукобой — деревня в Череповецком районе Вологодской области.
Входит в состав Воскресенского сельского поселения (с 1 января 2006 года по 8 апреля 2009 года входила в Дмитриевское сельское поселение), с точки зрения административно-территориального деления — в Дмитриевский сельсовет.
Расстояние до районного центра Череповца по автодороге — 90 км, до центра муниципального образования Воскресенского по прямой — 42 км. Ближайшие населённые пункты — Гора, Блиново, Захарово.
По переписи 2002 года население — 6 человек.
На 1912 в деревне Закукобой Красковской волости Белозерского уезда Новгородской губернии находилось 49 дворов, на которых имелось 83 жилых строения. Население составляло 292 человек, из них 146 мужского пола и 146 женского. Главным занятием жителей указано земледелие, подсобными - лесные и отхожие заработки. В деревне располагались часовня и хлебо-запасный магазин.